# Oznaka mężczyzn
Oznaka mężczyzn – singel polskiego rapera Young Igiego z albumu studyjnego !G! Tape #1. Singel został wydany 7 marca 2019 roku. Tekst utworu został napisany przez Igora Ośmiałowskiego.
Nagranie uzyskało certyfikat platynowej płyty w 2021 roku.
Singel zdobył ponad 13 milionów wyświetleń w serwisie YouTube (2023) oraz ponad 8 milionów odsłuchań w serwisie Spotify (2023).

## Nagrywanie
Utwór został wyprodukowany przez 2K Beatz. Tekst do utworu został napisany przez Igora Ośmiałowskiego.

## Twórcy
- Young Igi – słowa[1]
- Igor Ośmiałowski – tekst[1]
- 2K Beatz – produkcja[1]